# العلاقات الأنغولية الكينية
العلاقات الأنغولية الكينية هي العلاقات الثنائية التي تجمع بين أنغولا وكينيا.

## مقارنة بين البلدين
هذه مقارنة عامة ومرجعية للدولتين:
| وجه المقارنة                                              | أنغولا           | كينيا                         |
| --------------------------------------------------------- | ---------------- | ----------------------------- |
| المساحة (كم2)                                             | 1.25 مليون       | 581.31 ألف                    |
| عدد السكان (نسمة)                                         | 29.78 مليون      | 48.47 مليون                   |
| الكثافة السكانية (ن./كم²)                                 | 23.82            | 83.38                         |
| العاصمة                                                   | لواندا           | نيروبي                        |
| اللغة الرسمية                                             | اللغة البرتغالية | اللغة السواحلية، لغة إنجليزية |
| العملة                                                    | كوانزا أنغولي    | شيلينغ كيني                   |
| الناتج المحلي الإجمالي (بليون دولار)                      | 124.21 مليار     | 74.94 مليار                   |
| الناتج المحلي الإجمالي (تعادل القوة الشرائية) بليون دولار | 184.83 مليار     | 142.24 مليار                  |
| الناتج المحلي الإجمالي الاسمي للفرد دولار أمريكي          | 4.10 ألف         | 1.38 ألف                      |
| الناتج المحلي الإجمالي للفرد دولار أمريكي                 |                  | 2.95 ألف                      |
| مؤشر التنمية البشرية                                      | 0.533            | 0.548                         |
| رمز المكالمات الدولي                                      | +244             | +254                          |
| رمز الإنترنت                                              | .ao              | .ke                           |
| المنطقة الزمنية                                           | ت ع م+01:00      | ت ع م+03:00                   |

## منظمات دولية مشتركة
يشترك البلدان في عضوية مجموعة من المنظمات الدولية، منها:
| علم المنظمة | اسم المنظمة                                 | تاريخ انضمام أنغولا | تاريخ انضمام كينيا |
| ----------- | ------------------------------------------- | ------------------- | ------------------ |
|             | البنك الإفريقي للتنمية                      | ?                   | ?                  |
|             | الاتحاد الأفريقي                            | 11 فبراير 1979      | 13 ديسمبر 1963     |
|             | منظمة التجارة العالمية                      | ?                   | 1995               |
|             | منظمة الشرطة الجنائية الدولية               | ?                   | ?                  |
|             | منظمة حظر الأسلحة الكيميائية                | ?                   | ?                  |
|             | مؤسسة التمويل الدولية                       | 19 سبتمبر 1989      | 3 فبراير 1964      |
|             | يونسكو                                      | 11 مارس 1977        | 7 أبريل 1964       |
|             | البنك الدولي للإنشاء والتعمير               | 19 سبتمبر 1989      | 3 فبراير 1964      |
|             | مجموعة دول أفريقيا والكاريبي والمحيط الهادئ | ?                   | ?                  |
|             | الأمم المتحدة                               | 1 ديسمبر 1976       | 16 ديسمبر 1963     |
|             | مؤسسة التنمية الدولية                       | 19 سبتمبر 1989      | 3 فبراير 1964      |
|             | وكالة ضمان الاستثمار متعدد الأطراف          | 19 سبتمبر 1989      | 28 نوفمبر 1988     |
|             | الاتحاد الدولي للاتصالات                    | 13 أكتوبر 1976      | 11 أبريل 1964      |
|             | الاتحاد البريدي العالمي                     | ?                   | ?                  |

## وصلات خارجية
- موقع وزارة الخارجية الأنغولية
- موقع وزارة الخارجية الكينية